# Апекс (траектория)
А́пекс (от лат. apex «верхушка») в гоночных видах спорта — точка траектории, ближайшая к внутреннему краю дороги, т. е. «вершина» поворота. В правых поворотах (при правостороннем движении) это ближайшая точка к обочине, в левых — к осевой линии. Прохождение поворота с «касанием» в апексе внутреннего края дороги обеспечивает максимальную скорость при выходе из поворота.
Кроме того, апексом называются длинные быстрые повороты, в которых автомобиль не сбавляет (или незначительно сбавляет) свою скорость.